# Шушун

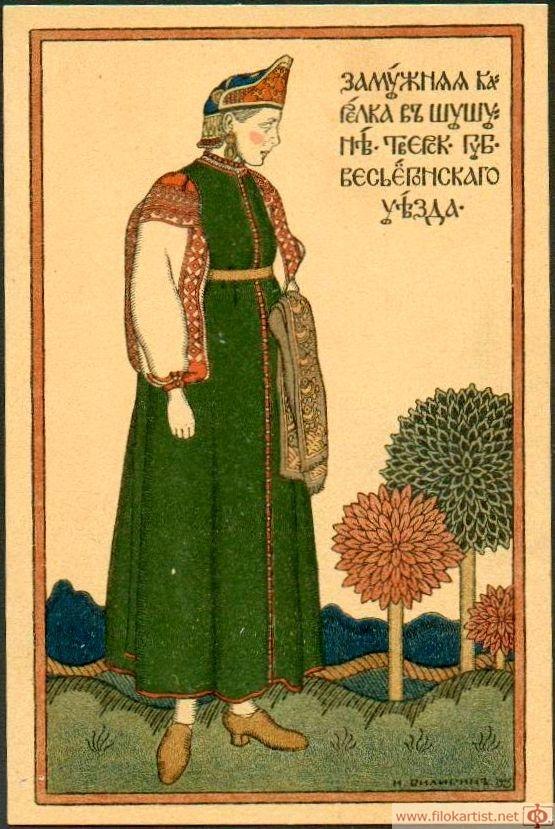
Иван Билибин. Замужняя карелка в шушуне. Тверская губерния Весьегонскаго уезда

Шушун (сушун, шушпан) — женская верхняя короткополая одежда или кофта. Была распространена в северорусских и отчасти среднерусских областях Российской империи. Шилась из сукна, холста и других материалов с перехватом в талии, иногда на сборах сзади. Ворот, полы, рукава обычно украшались тесьмой. За рекой Окой шушун заменял женский сарафан из кумача или холста с воротом и висячими позади рукавами.
Согласно Словарю Даля, в Архангельской, Костромской, Ярославской и Симбирской губерниях шушуном называлась кофта, шушпан, либо шугай, а также такая шубейка, телогрея, душегрейка. В Макарьевском уезде Нижегородской губернии — род женской блузы, верхней крашенинной сорочки, на рязанщине — холщовая женская рубашка с алыми шитками и кумачными прошивками, надеваемая к паневе, сверх рубахи (за рекою Окой сарафанов нет). Вологодский олонецкий вятский новгородский крашенинный сарафан, и старушечий шушпан; олонецкий сарафан, из красной кумачины, с воротом и висячими позади рукавами.

## В искусстве

### Живопись
Шушун изредка изображался на картинах русских художников